# Periga
Periga é um gênero de mariposa pertencente à família Bombycidae.